# Олів'є Кустодіо
Олів'є Кустодіо (фр. Olivier Custodio, нар. 10 лютого 1995) — швейцарський футболіст, опорний півзахисник клубу «Лугано».

## Клубна кар'єра
Вихованець клубу «Лозанна», в першій команді якого дебютував 31 серпня 2013 року в грі Суперліги проти «Туна», замінивши Саліма Хеліфі на 90 хвилині матчу. За результатами сезону 2013/14 клуб вилетів з вищого дивізіону, після чого Кустодіо став основним гравцем команди і допоміг їй 2016 року повернутись в еліту, де зіграв ще один сезон. Загалом у рідному клубі провів чотири сезони, взявши участь у 87 матчах чемпіонату.
29 червня 2017 року Кастодіо перейшов до «Люцерна», підписавши контракт до кінця червня 2021 року. Відіграв за люцернську команду наступні два сезони своєї ігрової кар'єри. Граючи у складі «Люцерна» також здебільшого виходив на поле в основному складі команди.
18 червня 2019 року Кустодіо підписав трирічну угоду з «Лугано». Станом на 28 жовтня 2019 року відіграв за команду з Лугано 11 матчів в національному чемпіонаті.

## Виступи за збірні
2010 року дебютував у складі юнацької збірної Швейцарії (U-15), загалом на юнацькому рівні взяв участь у 46 іграх, відзначившись одним забитим голом.
Протягом 2015—2016 років залучався до складу молодіжної збірної Швейцарії. На молодіжному рівні зіграв в одному офіційному матчі.

## Титули і досягнення
- Володар Кубка Швейцарії (1):

«Лугано»: 2021-22